# Les Bassetes (Font-rabiosa)
Les Bassetes és un estany situat a 1.918,1 m alt del terme comunal de Font-rabiosa, a la comarca del Capcir, de la Catalunya del Nord. Està situat a prop de l'extrem nord-occidental del terme de Font-rabiosa,. Bona part de l'any és un extens aiguamoll, cosa que justifica el nom amb què es coneix el lloc. És el més baix dels estanys de la conca on s'origina el Galba, a llevant de tots ells (Estany de la Portella, Estany de la Portella d'Orlú, Estanyols de la Portella, i Estanyols del Solà de la Portella).